# (464357) 2016 AG140
(464357) 2016 AG140 es un asteroide perteneciente al cinturón de asteroides, descubierto el 29 de agosto de 2005 por el equipo Spacewatch desde el Observatorio Nacional de Kitt Peak (Arizona, Estados Unidos).